# Zona Central

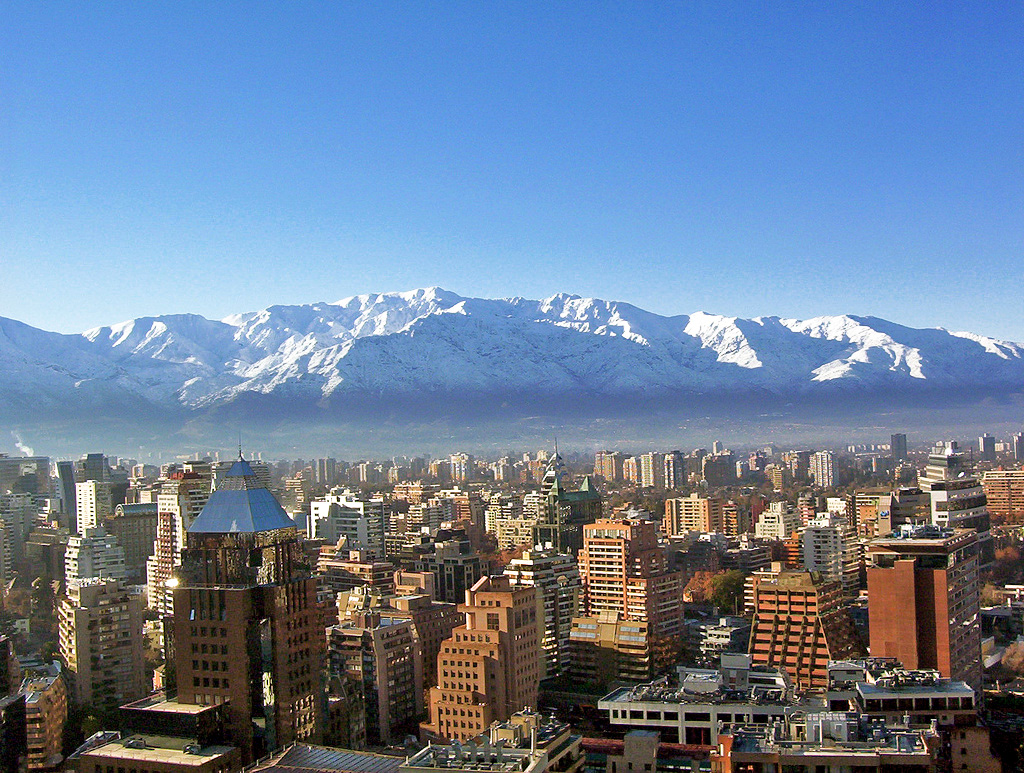
Santiago in de winter

De Zona Central (Nederlands: Centrale Zone) is een van de vijf traditionele geografische regio's van Chili.
De Zona Central ligt in het midden van Chili, tussen de 32e en de 38e breedtegraad, ten zuiden van de Norte Chico en ten noorden van de Zona Sur. De Zona Central omvat de bestuurlijke regio's Bio, Maule, Metropolitana, O'Higgins en Valparaíso.
De Zona Central is in elk opzicht de belangrijkste regio van Chili. Hier woont twee derde van de bevolking, het is de economische motor van het land en de hoofdstad Santiago en de regeringszetel Valparaíso zijn er gevestigd. Het gebied heeft een mediterraan klimaat, de winter is mild en vochtig en de zomer warm en droog. Dit maakt het gebied uiterst geschikt voor de landbouw, in het bijzonder de wijnbouw. Andere bronnen van inkomsten zijn de hout, koper, visserij en de industrie. Grote steden zijn naast Santiago en Valparaíso Viña del Mar, Quilpué, Villa Alemana, Quillota, Puente Alto, San Antonio, Melipilla (Metropolitana), Rancagua, Curicó, Talca, Linares, Chillán, Concepción, Talcahuano, Coronel en Los Ángeles (Chili).
Norte Grande · Norte Chico · Zona Central · Zona Sur · Extremo Sur
Chileens-Antarctica · Insulair Chili